# Wat Phra Si Iriyabot
Der Wat Phra Si Iriyabot  (thailändisch วัดพระสี่อิริยาบถ, „Tempel der vier Haltungen des Buddha“) ist eine buddhistische Tempelanlage (Wat) in Kamphaeng Phet, Provinz Kamphaeng Phet.

## Lage
Der Wat Phra Si Iriyabot liegt etwa einhundert Meter nördlich des Wat Phra Non, dem Tempel des liegenden Buddha, in einer Waldgegend nördlich der Altstadt von Kamphaeng Phet, die Aranyik genannt wird.

## Baugeschichte
Der Wat Phra Si Iriyabot ist ein relativ großer Tempel, doch ist über seine Baugeschichte nicht viel bekannt. Nach der großen Buddha-Statue im Mondop zu schließen, liegen seine Anfänge in der Sukhothai-Periode des 14. oder 15. Jahrhunderts.

## Sehenswürdigkeiten

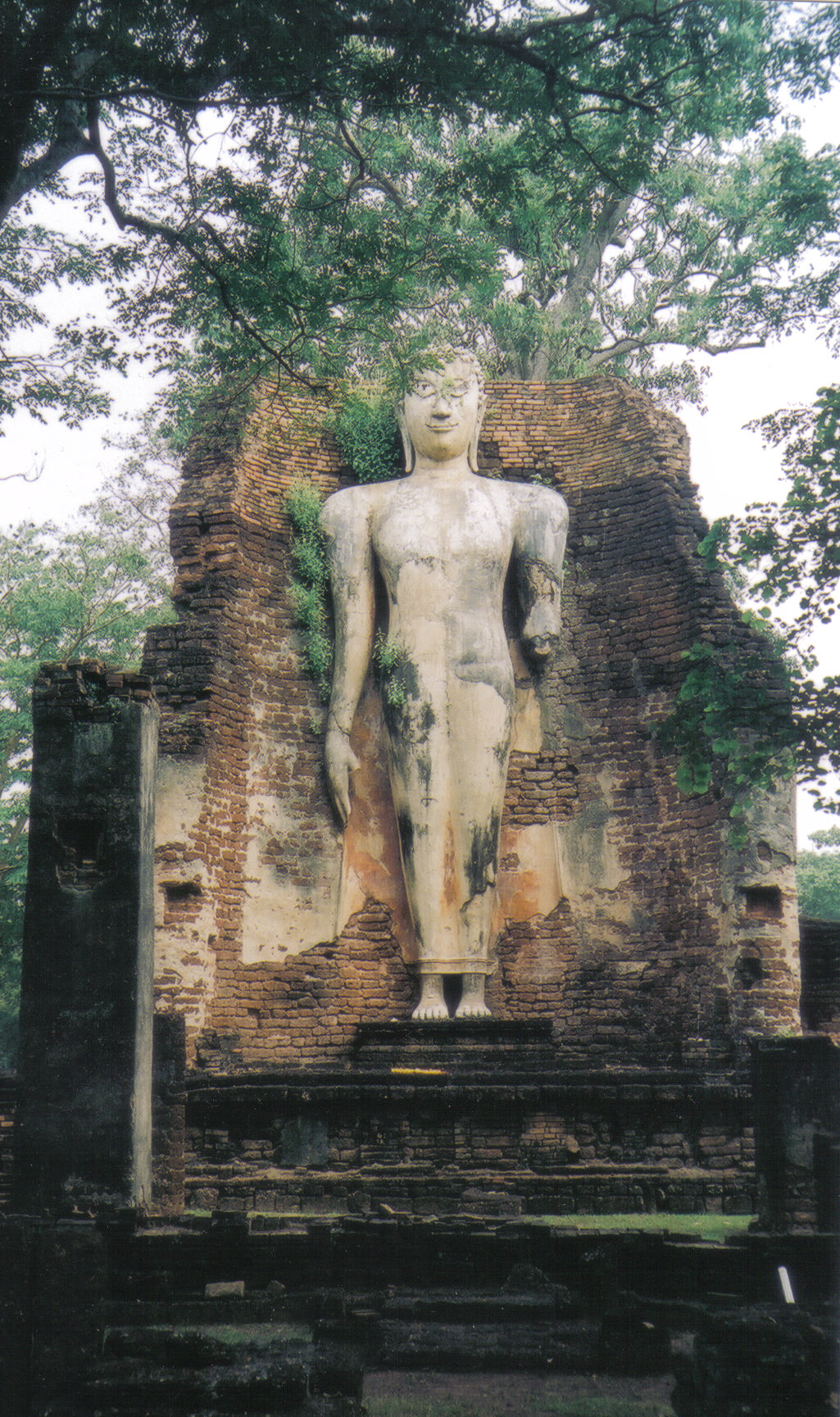
Buddha-Statue im Viharn

Folgende Sehenswürdigkeiten befinden sich im Bereich des Wat Phra Si Iriyabot.
Das erste Gebäude nach Betreten der Tempelanlage ist ein Viharn (Gebetshalle) auf einem breiten Fundament, der als Ort für rituelle Prozessionen entworfen wurde. Hinter dem Viharn steht ein Mondop mit quadratischem Grundriss und Portalen an jeder Seite; er bildet auch das wichtigste Gebäude des Tempels. Vier Portale in jeder Ecke des Mondop dienten als Aufbewahrungsorte von Buddhastatuen, die in vier verschiedenen Ausprägungen vorhanden waren: schreitend, sitzend, liegend und stehend. Heute ist nur noch die stehende Figur in der südlichen Ecke vorhanden. Er stammt wahrscheinlich aus der Sukothai-Periode, wobei man typische lokale Formen der Kamphaeng-Phet-Schule verwendete.
Zwei kleinere Mondops, von denen der in der südöstlichen Ecke recht gut erhalten ist, schließen sich an. Dieser Mondop zeigt Einflüsse der birmanischen Tempel-Architektur.